# Bishop Auckland and Pollards Lands
Bishop Auckland and Pollards Lands var en civil parish från 1886 till 1894 då den blev en del av Bishop Auckland och Pollards Lands, i grevskapet Durham, i England. Civil parish var belägen 13 km från Durham och hade 11 765 invånare år 1891.